# Ophryops medius
Ophryops medius là một loài bọ cánh cứng trong họ Cerambycidae.